# Детройт ньюз
«Детройт ньюз», «The Detroit News» (укр. Детройтські новини) — одна з двох найбільших газет американського міста Детройт, штат Мічиган. Газета почала виходити з 1873 року, коли вона орендувала приміщення в будівлі конкурентної «Детройт Фрі Прес». 1 лютого 1919 року газета поглинула «Детройт трібун», 21 липня 1922 року — «Детройт джорнал», а 7 листопада 1960 року купила і закрила газету «Детройт таймс», що почала занепадати. Однак вона зберегла будівлю «Таймс», яку використовувала як друкарню до 1975 року, коли було відкрито нове приміщення в Стерлінг-Гайтс. Будівля «Таймс» була знесена в 1978 році. Вулиця в центрі Детройта, де колись стояла будівля «Таймс», досі називається Таймс-Сквер. The Evening News Association, власник The News, об'єдналася з Gannett у 1985 році.